# Risiko

 Denne artikel bør gennemlæses af en person med fagkendskab for at sikre den faglige korrekthed.

En risiko er det negativt ladede ord, der angiver sandsynligheden for, at en aktion (handling) ikke fører til det ønskede eller forventede resultat.
Risiko er overvejende det modsatte af en chance, selvom mange i dag fejlagtigt bruger ordet chance om noget der reelt burde kaldes en risiko.
Eksempel:
- Chancen for, at der går ild i vådt træ, er lille.

Denne sætning er kun grammatisk korrekt, hvis man ønsker, at der skal gå ild i træet. Hvis træet skal bevares, bør man skrive
- Risikoen for, at der går ild i vådt træ, er lille.

## Risiko og nytte
Man opdeler typisk personer i en række grupper, alt efter hvordan de forholder sig til risiko:
- Risikoavers – en person som er risikoavers vil, hvis hun står over for at vælge mellem to lige store gennemsnitsgevinster, vælge den med mindste spredning, for at reducere sandsynligheden for tab.
- Risikoneutral – en person som er risikoneutral vil, hvis hun står over for at vælge mellem to lige store gennemsnitsgevinster, men med forskellig spredning, være ligeglad med hvilken hun vælger.
- Risikoelsker – en person som er risikoelsker vil, hvis hun står over for at vælge mellem to lige store gennemsnitsgevinster, vælge den med største spredning, for at øge sandsynligheden for gevinst.

Folk er typisk i gennemsnit risikoaverse, hvilket man kan argumentere for ud fra en nyttefunktion med aftagende marginalnytte: Ligegyldigt hvilken rigdom man har, vil nytten af en ekstra krone numerisk set altid være mindre end den numeriske værdi af en tabt krone. 